# سكارمانيو
سكارمانيو هي بلدة وبلدية في مدينة تورينو الحضرية، في منطقة بيمنتة الإيطالية، تقع على بُعد حوالي 35 كيلومتر (22 ميل) شمال شرق تورينو.
منذ ستينيات القرن الماضي، كانت البلدة موقعًا لمصنع كبير تابع لشركة أوليفيتي، حيث كان يُنتج حتى 200,000 جهاز حاسوب شخصي سنويًا خلال بعض الفترات. أُغلق المصنع بعد استحواذ تيليكوم إيطاليا على أوليفيتي في أوائل العقد الأول من القرن الحادي والعشرين، وتعرض المصنع لأضرار بسبب حريق في عام 2013. في عام 2021، أعلنت شركة تصنيع البطاريات ItalVolt عن خطط لبناء مصنع على الموقع السابق لأوليفيتي، إلا أن الصفقة لم تتم.
تضم البلدة كنيسة سانت أوزيبيو الماسيرو الرومانسكية التي تعود إلى القرن العاشر، وتحتوي على لوحة جدارية من عام 1424 لدومينيكو ديلا تخوم أنكونة.
تتميز البلدة ببوابة على طريق A5 السريع الواصل بين تورينو وأغشت.